# 알로이스 브루너
알로이스 브루너(독일어: Alois Brunner, 1912년 4월 8일 ~ 2001년 또는 2010년)는 제2차 세계 대전 동안 친위대 지도자의 지위를 가졌던 오스트리아의 장교였다. 브루너는 점령된 오스트리아, 그리스, 마케도니아, 프랑스, 슬로바키아에서 유대인들을 반올림하고 추방함으로써 홀로코스트의 실행에 중요한 역할을 했다. 그는 파이널 솔루션 설계자 아돌프 아이히만의 오른팔로 알려져 있다.
브루너는 오스트리아, 그리스, 프랑스, 슬로바키아에서 온 10만 명이 넘는 유럽 유대인들을 동유럽의 게토와 강제 수용소로 보내는 일을 맡았다. 전쟁 초기에 그는 4만 7천 명의 오스트리아 유대인들을 수용소로 추방하는 일을 감독했다. 그가 테살로니키에 주둔하는 동안 그리스에서는 두 달 만에 4만 3천 명의 유대인들이 추방되었다. 그 후 1943년 6월부터 1944년 8월까지 그는 거의 2만 4천 명의 남자, 여자, 아이들이 가스실로 보내졌다. 그의 마지막 임무는 슬로바키아의 유대인 공동체 파괴였다.
제2차 세계 대전의 직후 연합군으로부터 약간의 아슬아슬한 탈출 후, 브루너는 가까스로 포획을 피했고 1954년에 서독으로 달아났고, 처음에는 이집트로, 그리고 나서 그는 죽을 때까지 그곳에 남아있었다. 그는 지몬 비젠탈 센터, 클라르스펠트, 모사드를 포함하여, 여러 다른 단체들에 의한 수렵, 조사, 그리고 암살 시도의 대상이었다. 그는 반인도적인 범죄들로 1954년 프랑스에서 부재중 사형을 선고 받았고, 나중에 2001년 부재중 종신형으로 감형되었다. 전하는 바에 따르면, 그는 1961년과 1980년에 그에게 보낸 편지 폭탄의 결과로 한 쪽 눈을 잃었고 그리고 나서 그의 왼손 손가락들을 잃었다. 하페즈 알 아사드 하의 시리아 정부는 이 계획이 1989년 11월 베를린 장벽 붕괴에 의해 중단되기 전에 그를 동독으로 인도하는 것에 접근했다. 브루너는 그를 포획하거나 죽이려는 모든 시도들을 피했고 그의 활동에 대해 뉘우치지 않았다. 시리아에서의 그의 긴 거주 동안, 보도에 따르면, 제2차 세계 대전에서 독일이 사용했던 효과적인 고문과 심문 기술에 대한 그의 조언을 대가로 여당인 바트당에 의해 망명, 관대한 월급, 그리고 보호를 받았다.
1990년대에 시작하여 20년 동안 계속된 브루너는 가장 원하는 나치 전범 중 한 명이었다. 2014년 11월 지몬 비젠탈 센터는 브루너가 2010년에 시리아에서 사망했으며 다마스쿠스 어딘가에 묻혔다고 보고했다. 브루너의 정확한 사망 날짜와 장소는 알려지지 않았다. 그러나 2017년 조사에서 밝혀진 새로운 증거에 기초한 최근의 정보는 2001년 12월을 시리아 다마스쿠스에서 사망한 시점으로 가리킨다.

## 참고 문헌
- “'The man who killed 130,000 Jews died in Syria basement'”. 《Arab News》. 2017년 1월 12일.
- Bartrop, P.R.; Grimm, E.E. (2019). 《Perpetrating the Holocaust: Leaders, Enablers, and Collaborators》. ABC-CLIO. ISBN 978-1-4408-5897-0.
- Baxter, I. (2014). 《Nazi Concentration Camp Commandants 1933-1945: Rare Photographs from Wartime Archives》. Images of War. Pen & Sword Military. ISBN 978-1-78159-388-2.
- Cesarani, D. (2005). 《Eichmann: His Life and Crimes》. Vintage. ISBN 978-0-09-944844-0.
- Megargee, G.P.; White, J.R.; Hecker, M. (2018). 《The United States Holocaust Memorial Museum Encyclopedia of Camps and Ghettos, 1933–1945: Volume III》. Indiana University Press. ISBN 978-0-253-02386-5.